# Europlug

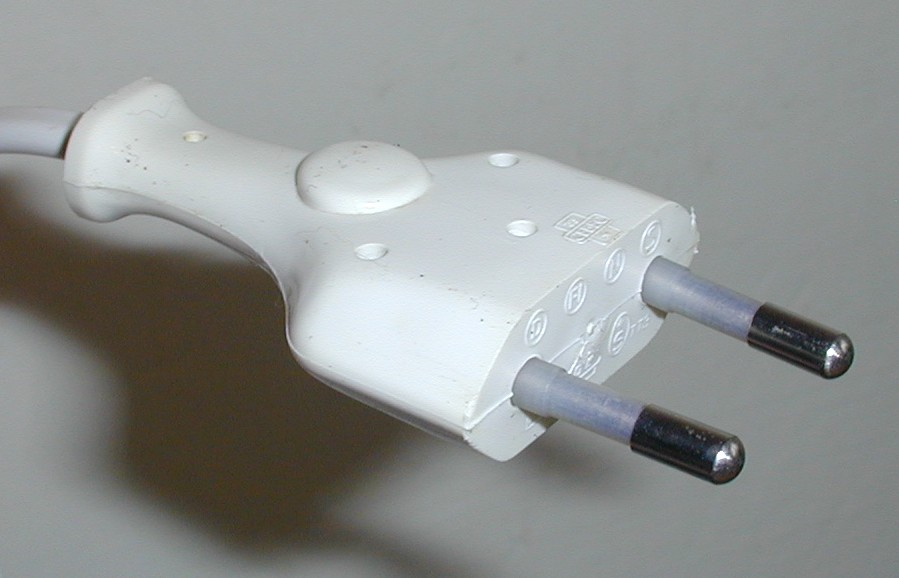
Типичная евровилка

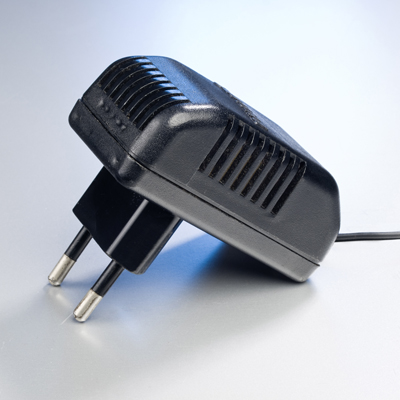
Компактный блок питания с вилкой CEE 7/16

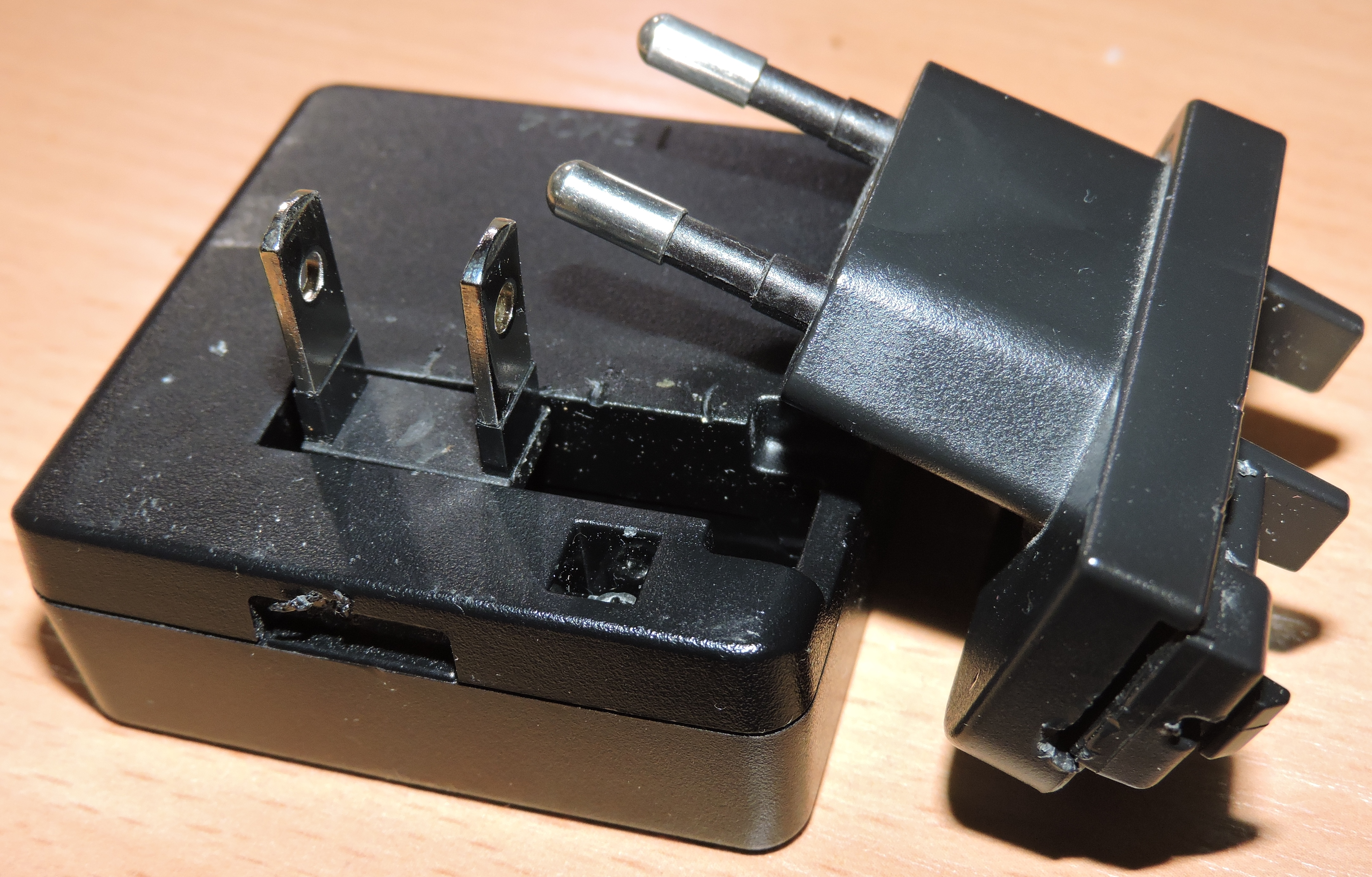
Зарядное устройство Nikon EH-70P с двумя плоскими штырями. К нему прилагается адаптер с вилкой типа Europlug

Europlug (CEE 7/16) ― плоская двухполюсная штепсельная вилка для переменного тока. Рассчитана на напряжение до 250 В и ток силой до 2,5 А. Обычно отливается вместе с питающим шнуром прибора. Совместима с бытовыми розетками во всех европейских странах, за исключением розеток BS 1363, применяемых в Великобритании, Гибралтаре, Ирландии, Мальте и на Кипре. При разработке была сделана ставка на совместимость с как можно большим количеством розеток, технологичность и безопасность.
В странах бывшего СССР «евровилкой» и «евророзеткой» часто называют разъёмы типа Schuko из-за того, что вилки Schuko были первыми из несовместимых с советскими розетками (и выделявшимися на общем фоне) вилками, которые устанавливалась на приборы, поставлявшиеся из Европы (в данном случае, Германии). Приборы с настоящей евровилкой CEE7/16 поставлялись и в Советский Союз (например из ГДР, Чехословакии), но вследствие совместимости вилок с советскими розетками этот факт оставался незамеченным.

## История
Конструкция евровилки была разработана в 1963 году и опубликована в XVI листе стандартов во второй редакции публикации № 7 международной комиссии по стандартам электрооборудования (International Commission on the Rules for the Approval of Electrical Equipment, CEE). В основу разработки легло большинство стандартов силовых розеток, распространённых на территории Европы. Евровилку также называют вилкой «CEE 7/16». В 1975 году она была также принята в техническом отчёте 83 Международной электротехнической комиссии (IEC) как вилка C5 (ныне IEC/TR 60083), а в июле 1990 года как европейский стандарт EN 50075.

## Устройство

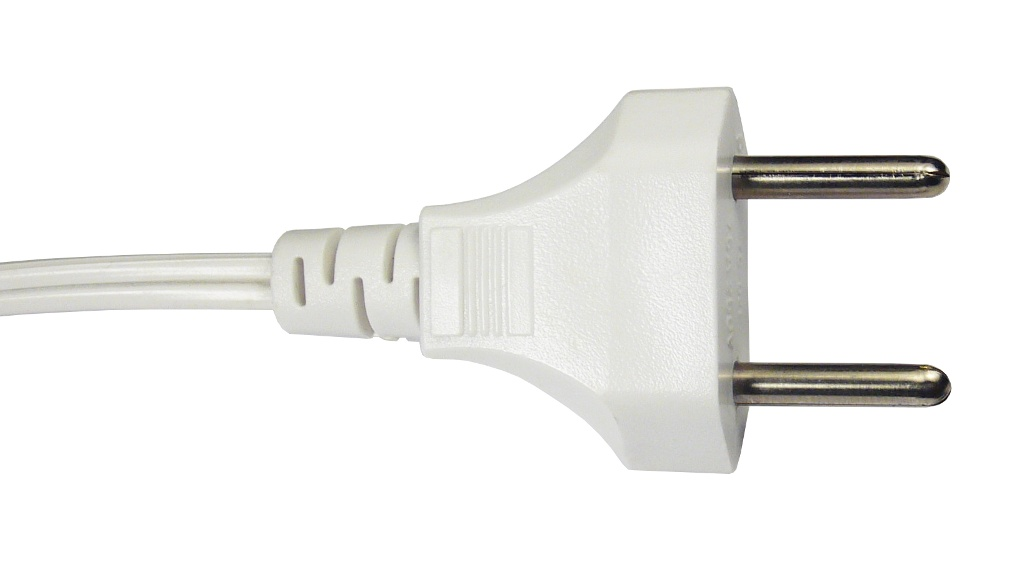
Эта вилка, несмотря на внешнее сходство, не соответствует стандарту CEE 7/16: штыри не покрыты изоляцией на половину длины, не сходятся и не пружинят, а провод, видимо, имеет одинарную изоляцию

Штыри евровилки имеют длину 19 мм и диаметр 4 мм. Каждый штырь на протяжении 10 мм от корпуса покрыт изоляцией, диаметр изолированной части — 3,8 мм. Два контакта не параллельны друг другу, слегка сходятся и пружинят; их центры отстоят друг от друга на 17,5 мм на концах и на 18,6 мм у корпуса. Упругость штырей создаёт достаточное усилие для надёжного контакта в розетках любого поддерживаемого типа. Корпус вилки имеет ширину 35,3 мм и толщину 13,7 мм на протяжении 18 мм. По краям корпус имеет скосы под углом 45°.
Особенности вилки:
- надёжный контакт устанавливается только когда вилка вставлена до конца;
- когда вилка вставлена в розетку любого типа, токоведущие части недоступны для прикосновения;
- невозможно вставить вилку таким образом, чтобы один штырь касался токоведущих контактов розетки, а к другому можно было бы прикоснуться (хотя такое включение возможно в некоторые переходники и тройники, изготовленные без учёта норм безопасности).

Евровилки разработаны для маломощных устройств класса II, работающих в домашних условиях и не нуждающихся в защитном заземлении.

## Несовместимость с британскими розетками

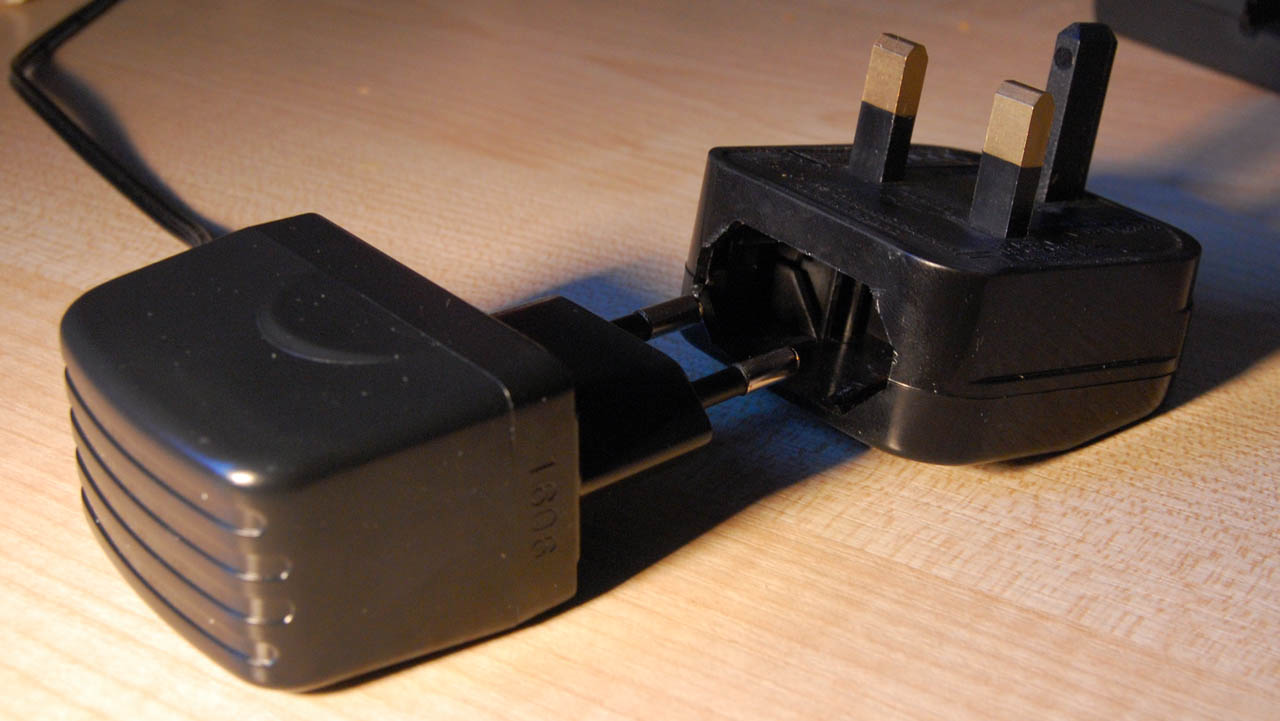
Евровилка с переходником BS 1363, защищённым предохранителем

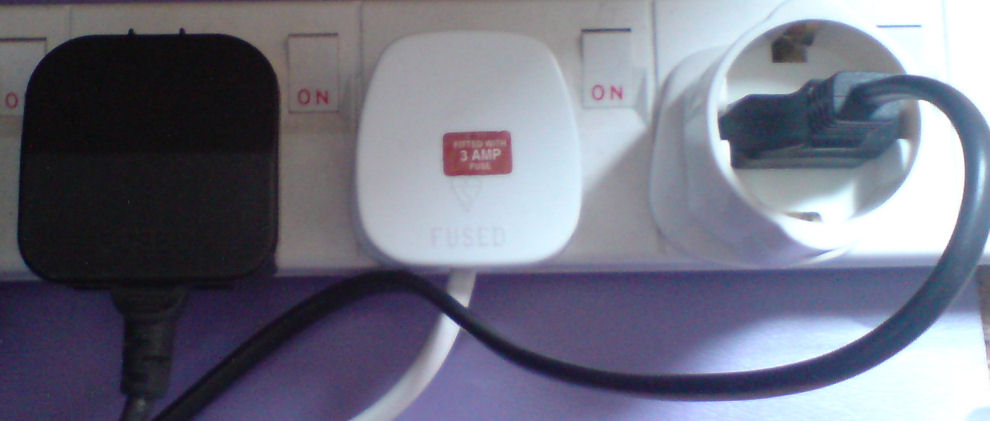
Слева направо: переходник для евровилки, вилка BS 1363 и переходник для вилки Schuko в розетках BS 1363

Евровилка несовместима с британскими розетками BS 1363 13А по крайней мере по трём причинам:
- У розеток BS 1363 есть шторка для защиты от детей. Шторка открывается только при вставке заземляющего штыря.
- В Великобритании предохранители электроприборов расположены в вилке, а электропроводка — кольцевая, защищённая предохранителями на большой ток (чаще всего 32 А). Евровилка рассчитана на радиальную электропроводку, когда небольшие группы потребителей защищены быстродействующими автоматами на 10—16 А. Поэтому подключенная к британской розетке евровилка может привести к пожару при повреждении шнура.
- Расстояние между штырями евровилки (13,5±0,5 мм) примерно на 2 мм меньше, чем соответствующее расстояние у розетки BS 1363 (15,8 мм[4]). Чтобы вставить евровилку в британскую розетку, нужно отогнуть каждый штырь примерно на 1 мм. Из-за того, что изолированный участок штыря евровилки меньше в диаметре, евровилку будет сложнее вытащить. Хотя диаметр штыря евровилки соответствует толщине контактов вилки BS 1363, последние на 6,35 мм шире, и расставлены намного дальше друг от друга, поэтому надёжность контакта будет зависеть от исполнения розетки.

Несмотря на это, во многих странах, где на рынке имеются как BS 1363, так и евровилки (например в Малайзии), евровилки всё же вставляют в розетки BS 1363.
На оборудовании, оснащённом евровилками, должно быть предупреждение о том, что оно не подходит для использования совместно с британскими розетками.. Для подключения к британской розетке прибор с евровилкой должен быть оснащён переходником, содержащим предохранитель. Такой переходник технологичен в производстве и почти неотличим по габаритам от обычной вилки BS 1363.

### BS 546
В то время как современные розетки BS 546 содержат предохраняющие шторки, похожие на шторки розеток BS 1363, евровилка должна подходить к розетке типа BS 546 на 5 А.